# François Esperet
François Esperet, né le 26 août 1980 à Paris, est un écrivain et poète français.
Il fut officier de gendarmerie avant de devenir conseiller à la mairie de Paris, puis éditeur.
Il est prêtre orthodoxe.

## Biographie
Né à Paris le 26 août 1980, son père est professeur de mathématiques au lycée Henri-IV et sa mère infirmière. En 1999, il est reçu à l'École normale supérieure de Fontenay-Saint-Cloud — devenue École normale supérieure de Lyon l'année suivante.
En 2002, il devient gendarme, chef de groupe à Paris. En 2011, il commence à écrire les discours du maire de Paris, Bertrand Delanoë, puis depuis 2014, auprès de son successeur Anne Hidalgo, il est conseiller, chargé de la prospective. Entre-temps, en 2012, il est promu chef d'escadron.
En septembre 2018, il devient directeur littéraire chez Fayard dans le domaine de la non-fiction.
En septembre 2019, il crée une société de conseil nommée Beltassar, en référence au prophète Daniel.
Marié en 2001 à une enseignante d'histoire-géographie avec qui il a six enfants, il vit à Bagneux. Il est d'abord catholique pratiquant, allant à la messe tous les jours.
En 2016, à la suite de la découverte de la prière du cœur, il se convertit à l’orthodoxie. Il fréquente désormais tous les dimanches le séminaire russe d'Épinay-sous-Sénart.
Il se voit conférer la tonsure cléricale et instituer lecteur par l'évêque Nestor de Chersonèse le 3 janvier 2018 au séminaire Sainte-Geneviève d'Épinay-sous-Sénart.
Il est ordonné diacre par l'évêque Nestor de Chersonèse le 31 mars 2018 à la cathédrale de la Sainte-Trinité à Paris.
Il est ordonné prêtre par le métropolite Antoine de Chersonèse le 13 février 2022 au séminaire Sainte Geneviève à Épinay-sous-Sénart,.

## Œuvre littéraire
- 2010 : Larrons, éd. Aux Forges de Vulcain ; rééd. Le Temps des cerises, 2013

quatre grandes poésies sans ponctuation, en tout plus de trois mille vers sur le milieu du banditisme à Paris.
- 2014 : Gagneuses, éd. Le Temps des cerises

sur la prostitution.
- 2015 : Sangs d'emprunt, éd. La Grange Batelière (premiers poèmes).
- 2018 : Visions de Jacob, Éditions du Sandre, 2018, 200 p. (ISBN 978-2358211178)[16].
- 2020 : Ne restons pas ce que nous sommes, Robert Laffont, 2020, 252 p. (ISBN 978-2221249383).
- 2022 : Heureux est l'homme, Éditions du Sandre, 2022, 62 p. (ISBN 978-2358211482).
- 2023 : Descente vers la résurrection, Desclée de Brouwer, 2023, 136 p. (ISBN 978-2220098012)[17].

Ses œuvres sont au programme de la 72e édition du festival d'Avignon, où elles sont lues à la maison Jean-Vilar par Richard Brunel, Chloé Dabert et Nâzim Boudjenah.
Son livre Heureux est l'homme est au programme de la 76e édition du festival d'Avignon où il est lu par Olivier Py et Bertrand de Roffignac dans la cour de la maison Jean Vilar.

### Contributions
- 2012 : postface à l'ouvrage publié initialement en 1871 Le Jour du Seigneur de Ernest Hello, Paris, Éditions du Sandre  (ISBN 978-2358210775)
- 2016 : traducteur de Patriarche Cyrille de Moscou, Science, Culture et Foi, Épinay-sous-Sénart, Éditions Sainte-Geneviève  (ISBN 979-1094948118)
- 2016 : traducteur de Elliott Murphy, Strings of the storm, éd. La Grange Batelière
- 2017 : traducteur de Divine Liturgie de Saint Basile le Grand, Épinay-sous-Sénart, Éditions Sainte-Geneviève  (ISBN 979-1094948125)
- 2017 : participation au numéro 43 de la revue Nunc (éditions de Corlevour) avec le poème « La Résurrection de Léon Bloy »  (ISBN 978-2372090322)
- 2018 : traducteur de Vêpres avec la Liturgie des Dons présanctifiés, Épinay-sous-Sénart, Éditions Sainte-Geneviève  (ISBN 979-1094948170)
- 2019 : postface à la réédition des Bêtises de Jacques Laurent aux éditions de Fallois  (ISBN 979-1032102312)
- 2021 : postface à Comme des cœurs brûlants d'Alexia Vidot  (ISBN 979-1033610779)
- 2021 : « Office de minuit », Points et Contrepoints, no 1, p. 55-60
- 2023 : préface au Dévoilement du messie de Pierre-Henry Salfati  (ISBN 978-2-38506-053-4)
- 2025 : préface à L'Eros chez les pères de l'Église de Charbel Maalouf  (ISBN 978-2220098777)
- 2025 : avant-propos à la réédition de L'Orthodoxie de Paul Evdokimov  (ISBN 978-2220098814)